# Leptogenys exudans
Leptogenys exudans är en myrart som först beskrevs av Walker 1859.  Leptogenys exudans ingår i släktet Leptogenys och familjen myror. Inga underarter finns listade i Catalogue of Life.